# ژیهله
ژیهله (به چکی: Žihle) یک منطقهٔ مسکونی در جمهوری چک است که در ناحیه پلزن-شمالی واقع شده‌است. ژیهله ۳۹٫۸۵ کیلومتر مربع مساحت و ۱٬۴۷۵ نفر جمعیت دارد و ۴۴۸ متر بالاتر از سطح دریا واقع شده‌است.